# Diploschistes diploschistoides
Diploschistes diploschistoides är en lavart som först beskrevs av Vain., och fick sitt nu gällande namn av G. Salisb. Diploschistes diploschistoides ingår i släktet Diploschistes och familjen Graphidaceae.   Inga underarter finns listade i Catalogue of Life.